# María Fernanda Malo
María Fernanda Malo Alvarez (Cancún, Quintana Roo, México, 19 de novembro de 1985), que também atende por Fuzz ou Marifer Malo, é uma atriz e cantora mexicana mais conhecida por interpretar Sol de la Riva na telenovela Rebelde. 

## Carreira
Fuzz, já fez muitos comerciais, e formou junto com Dulce María parte do Grupo Kids. Em 2005 e 2006 participou da segunda e da terceira temporada da novela Rebelde ao lado de Maite Perroni, Anahí, Christopher Uckermann, Alfonso Herrera, Dulce María, Christian Chávez e demais atores. Na trama Fuzz interpretava a antagonista Sol, uma garota que gostava de chamar atenção e sonhava em ser top model, em busca do sonho a garota apronta muitas durante a segunda e terceira temporada, mas também enfrenta dificuldades pela sua altura. Por ser egoísta acaba afastando as pessoas a sua volta e criando inimizade com a maioria das alunas do Elite, e rivalidade com a garota mais popular do colégio Mia Colucci. Nas duas últimas temporadas Fuzz ganhou destaque pelo excelente papel como "vilã" realizado na trama.

## Revista Masculina
Em setembro de 2012, ela resolve mostrar sua beleza num ensaio sensual para a revista H para Hombres (México) e em setembro de 2014, ela faz um ensaio mais sensual e com nudez na revista Extremo. 

## Filmografia

### Televisão
| Ano  | Título                      | Personagem      |
| ---- | --------------------------- | --------------- |
| 1991 | En Carne Propia             | Estefanía       |
| 1996 | La Culpa                    | Lulú            |
| 2000 | La Casa en la Playa         | Tania           |
| 2001 | El Juego de la Vida         | Marisol         |
| 2005 | Efectos Secundarios         | Jossie          |
| 2005 | Rebelde                     | Sol de la Riva  |
| 2007 | Hasta el viento tiene miedo | Jessica         |
| 2008 | Alma de Hierro              | Lorena Higareda |
| 2012 | Miss XV                     | Lula López      |
| 2013 | Como disse el Dicho         | Rebeca          |
| 2014 | Heavy Hits                  | Fuzz            |

### Videos
- Bulldozer (2011) - video da banda Disidente

### Filmes
- En Carne Própria (1991) como Estefania
- Efectos secundários (2006) como Jossie
- Hasta el viento tiene miedo (2007) como Jessica
- Sincronía (2011) como Wendy